# Achill

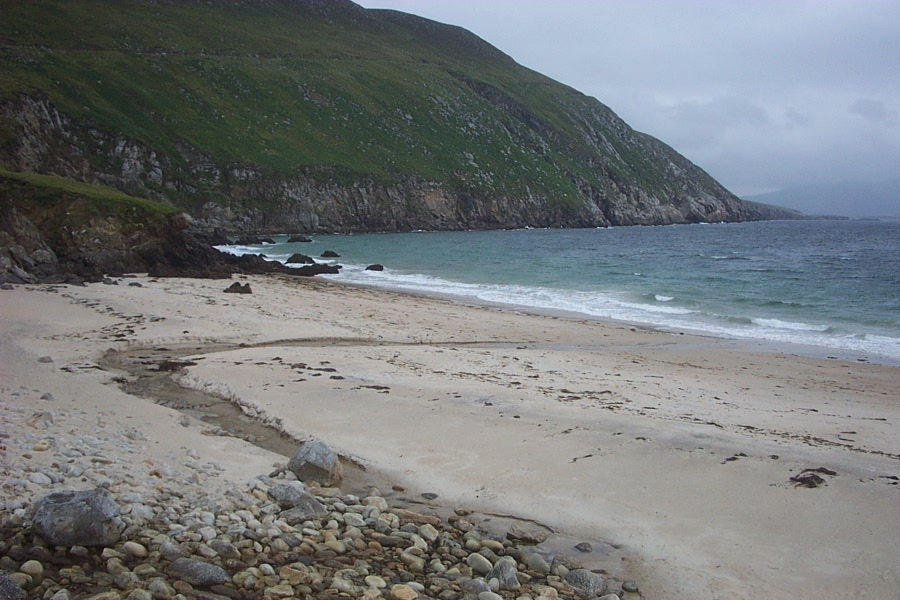
Keem-bukten

Achill (iriska Acaill eller Oileán Acla) belägen utanför Irlands nordvästkust, är republiken Irlands största ö förutom själva huvudön. Den tillhör grevskapet Mayo, har en area av 148 km², och en befolkning på 2 700 invånare. Ön har förbindelse till fastlandet genom Michael Davitt-bron.